# Hold It Now, Hit It
«Hold It Now, Hit It» — пісня американського хіп-хоп гурту Beastie Boys, видана як перший сингл з їх дебютного альбому Licensed to Ill (1986). У 2008 році композиція потрапила на 27 місце «100 найкращих хіп-хоп пісень» телеканалу VH1.
Пісня містить семпли пісень «The Return of Leroy» Джиммі Кастора, «Drop the Bomb» і «Let's Get Small» Trouble Funk, «Funky Stuff» Kool & the Gang, «Take Me to the Mardi Gras» Боба Джеймса, «Christmas Rappin» Кьортіса Блоу і «La Di Da Di» Дуга І. Фреша.
Рядок «Pump it up, homeboy» був використаний дуетом Eric B. & Rakim в їх пісні «As the Rhyme Goes On». Рядок «Beer drinking, breath stinking, sniffing glue» був використаний Eazy-E в його пісні «Boyz-n-the-Hood».

## Список композицій

### 7" сингл
1. «Hold It Now, Hit It» — 3:30
2. «Hold It Now, Hit It» (A cappella) — 3:20

### 12" сингл
1. «Hold It Now, Hit It» — 3:30
2. «Hold It Now, Hit It» (Instrumental) — 3:30
3. «Hold It Now, Hit It» (A cappella) — 3:20

## Позиції в чартах
| Чарт (1986)                                  | Найвища позиція |
| -------------------------------------------- | --------------- |
| Billboard Hot Dance Music/Maxi-Singles Sales | 41              |
| Billboard Hot R&B/Hip-Hop Songs              | 55              |